# Kyle Harper
Kyle Harper (* 29. Dezember 1979 in Edmond (Oklahoma)) ist ein  US-amerikanischer Althistoriker, Autor und Hochschullehrer für Alte Geschichte.

## Leben und Wirken
Kyle Harper erwarb 2001 einen Bachelor of Arts in Literatur an der University of Oklahoma. Anschließend erhielt er 2003 einen Master of Arts in Geschichte von der Harvard University. Im Jahre 2007 wurde er zum Doktor der Philosophie promoviert. Harper war von 2007 bis 2012 Dozent und von 2012 bis 2014 lehrte er als außerordentlicher Professor für „Classics and Letters“ an der Universität von Oklahoma. 2014 wurde er ordentlicher Professor für Classics and Letters. Seine Forschungsschwerpunkte sind die Sozial- und Wirtschaftsgeschichte der Spätantike sowie die dort angesiedelte Umwelt- und Bevölkerungsgeschichte.
So sieht Harper (2017) etwa den Untergang des Römischen Reiches auch stark beeinflusst von klimatischen Änderungen, Instabilitäten des Klimas (Optimum der Römerzeit vs. Pessimum der Spätantike), die in der Folge mit Pandemien einhergingen.
Harper ist seit 2007 verheiratet und hat zwei Kinder. Er lebt in Norman, Oklahoma und ist Mitglied der Episkopalkirche der Vereinigten Staaten von Amerika. Seit dem Jahre 2015 ist Harper Senior Vice President und Provost der University of Oklahoma.

## Veröffentlichungen (Auswahl)
- Slavery in the Late Roman World, AD 275-425  (2011)
- From Shame to Sin: The Christian Transformation of Sexual Morality. (2013)
- Climate, Disease and the Fate of Rome. Princeton University Press, Princeton, New Jersey 2017, ISBN 978-0-691-16683-4. Dt. Übersetzung: Fatum. Das Klima und der Untergang des Römischen Reiches. C. H. Beck, München 2020, ISBN 978-3-406-74933-9.
- Pandemics and Passages to Late Antiquity: Rethinking the Plague of C. 249–70 Described by Cyprian.  Journal of Roman Archaeology 28 (2015): 223–60